# ブリティッシュバーン・BB89R
ブリティッシュバーン・BB89Rはブリティッシュバーン・レーシングチームが1989年、全日本スポーツプロトタイプカー耐久選手権(JSPC)参戦用に開発、製作したグループC仕様のスポーツプロトタイプカーである。

## 概要
1960年代から様々なカテゴリーでレース活動を行っていた米山二郎は、1984年からJSPC一本に絞ってレース活動を行うようになった。1985、86年にフロムエー・ポルシェのドライバーとして活躍した後、1987年からは自チームから参戦するようになった。マシンはトムス・85Cに3.3Lのフォード・DFLを搭載し、C2クラスからエントリーした。
1989年はスポーツカーレースにとって転機の年になった。FISAはそれまでの燃費規制の有るグループC規定を撤廃し、F1と同じNA・3.5Lエンジン、最低重量750kgのマシンを使用する新しいグループC規定を発行したのである(移行期間として、それまでの燃費規制有のターボ・マシンも1990年まで参戦が認められた)。
米山は、1989年シーズンからの新規定に対応したマシンを開発・製作しC2クラスからC1クラスにステップアップを図ることにした。85Cにモディファイを施し、エンジンもDFVから3.5L仕様のDFZに換装した。
しかし、JAFはJSPCにおいては1989年シーズンは新規定を施行しないことを決め、1988年のグループC規定で1989年のJSPCを開催することにした。このことは、メーカーチームに対しては1988年中に伝えられていたが、プライベートチームには伝えられなかった。ブリティッシュバーン・レーシングは1989年の開幕戦、富士500kmの特別規則書に、新規定のカテゴリー1についての記載がないことでこの事実を初めて知り、JAFスポーツ 1989年3月号で確認した。ブリティッシュバーン・レーシングはJAFに対し、新規定のカテゴリー1カーの参戦を認めるよう要望書を提出したが却下され、ブリティッシュバーン・レーシングはBB89Rを燃費規制の有る、最低重量850kgのマシンとしてJSPCに参戦させる他なかった。

## 戦績
BB89Rは1989年JSPC開幕戦、富士500kmでデビューした。開幕戦、第2戦富士1000kmとリタイアした後、第3戦富士500マイルで8位に入賞し、3ポイントを獲得した。第5戦富士1000kmは15位完走を記録。12月に延期された第4戦鈴鹿1000kmはエンジントラブルで出走を断念した。
1990年シーズンはBB90Rと名を改め、WSPC開幕戦・鈴鹿に参戦。予選32位からスタートし、13周目クラッシュによりリタイアした。JSPCには第4戦鈴鹿1000kmから出場し14位完走。第5戦菅生500km、第6戦富士1000kmはリタイアした。
1991年の活動はなく、1992年のSWC第5戦鈴鹿1000kmがBB90Rの最後のレースとなったが、エンジントラブルでリタイアした。